# El declive del imperio americano
El declive del Imperio americano o La decadencia del Imperio americano (Le déclin de l’empire américain, en francés) es una película canadiense de 1986, dirigida por Denys Arcand.

## Sinopsis
Cuatro hombres hablan sobre diversos temas mientras se preparan para cenar. Al mismo tiempo, en un gimnasio, cuatro mujeres hablan de los problemas de relación entre hombres y mujeres.

## Reparto
| Actor             | Personaje |
| ----------------- | --------- |
| Dominique Michel  | Dominique |
| Dorothée Berryman | Louise    |
| Louise Portal     | Diane     |
| Pierre Curzi      | Pierre    |
| Rémy Girard       | Rémy      |
| Yves Jacques      | Claude    |
| Geneviève Rioux   | Danielle  |
| Daniel Brière     | Alain     |
| Gabriel Arcand    | Mario     |

## Principales premios y nominaciones
Premios del Círculo de Críticos de Cine de Nueva York
| Categoría                           | Resultado |
| ----------------------------------- | --------- |
| Mejor película en lengua extranjera | Ganadora  |

Oscar 1987 (EUA)
- Nominada en la categoría de Mejor Película Extranjera.

Festival de Cannes 1986 (Francia)
- Recibió el Premio FIPRESCI.

Toronto International Film Festival 1986 (Canadá)
- Recibió los premios de Mejor Filme Canadiense y el People's Choice Award.

## Otras películas de Denys Arcand
- 2003: Las invasiones bárbaras (Les invasions barbares)
- 2007: La edad de la ignorancia (L’âge des ténèbres)